# Niccolò dell'Abbate
Niccolò (o Nicolò) dell'Abbate (Módena; 1509 o 1512 - Fontainebleau; 1571), pintor manierista y decorador italiano, formado en la Escuela de Emilia y que formó parte de la denominada Escuela de Fontainebleau que introdujo el Manierismo italiano en Francia. 

## Biografía
Nació en la ciudad italiana de Módena, y fue hijo del escultor Pietro Paolo Dell'Abbate.
Comenzó su aprendizaje en el taller del escultor modenés Antonio Begarelli, siendo sus primeras influencias los pintores de la Escuela de Ferrara como Benvenuto Tisi da Garofalo y Dosso Dossi. Su primera obra documentada, en colaboración con Alberto Fontana, es la decoración de la Beccherie de Módena en 1537, de los que se conservan algunos fragmentos en la Galería Estense de dicha ciudad. 
Se especializó en grandes frescos de temática secular y mitológica muy de la moda de su época. Ejemplos de estos trabajos los tenemos en el Palazzo dei Beccherie (1537) o en la Rocca de Scandiano, propiedad de los condes Boiardo, en el que destaca un delicado techo que representa un Concierto compuesto de anillos de jóvenes músicos en perspectiva sotto in su (comienzos de la década de los 1540). También es de este periodo la Sala de Hércules en la Rocca dei Meli Lupi de Soragna (c. 1540–1543) y posiblemente los frescos de la logia del Palazzo Casotti en Reggio Emilia. En 1546, pintó la Sala del Fuoco del Palacio Comunal de Módena con episodios de la historia romana. Entre 1545 y 1547 realizó para la iglesia de San Pedro de su ciudad natal la pala con El martirio de San Pedro y San Pablo, destruida durante la Segunda Guerra Mundial. 
Su estilo fue desarrollándose por influencia de los grandes maestros del periodo como Correggio y Parmigianino, cuando Dell'Abbate se traslada a Bolonia en 1547. En esta ciudad, la mayor parte de su obra describía elaborados paisajes o aristocráticas escenas de caza o de amor cortés, a menudo en paralelo con historias mitológicas. Fue en este momento cuando decoró el Palazzo Poggi, y realizó una serie de frescos inspirados en el Orlando Furioso de Ariosto en el Palacio Ducal en Sassuolo, cerca de Módena.
En 1552, Nicolò se trasladó a Francia, donde trabajaría en el Castillo de Fontainebleau como miembro del equipo de decoración dirigido por Francesco Primaticcio. En colaboración con Primaticcio pintó el Salón de baile en 1554 y la Galería de Ulises entre 1559 y 1560; los murales de esta última resultarían destruidos en el siglo XVIII pero se conocen gracias a grabados de Theodor van Thulden. 
A los dos años de su llegada le fue encargado el diseño del proyecto especialmente pensado para la decoración de las habitaciones de Ana de Montmorency, cuyo bocetos preparatorios se conservan en el Museo del Louvre. Entre 1552 y 1556 también trabajó en el castillo de Fleury-en-Bière. 
En París se encargó de los frescos del techo de la capilla del Hôtel de Guise (destruido), siguiendo los diseños de Primaticcio. También realizó encargos privados de pequeño formato en lienzo con escenas paisajísticas de temática mitológica. Mucha de esta producción refleja la tan inadvertida función de los artistas de esta época: decoraciones efímeras para celebrar ocasiones especiales en el restringido círculo de la corte, como por ejemplo, la decoración preparada para la entrada triunfal en París de Carlos IX y su esposa Isabel de Habsburgo en 1571. Ese mismo año, prosigue el proyecto en Fontainebleau con la decoración de la cámara del Rey y la cámara de la duquesa de Étampes, y muere en dicha ciudad francesa.
Niccolò fue destacado por sus paisajes como telón de fondo de la narrativa mitológica que pudieron inspirar a los franceses Claude Lorrain y Nicolas Poussin, y por sus profusos y elegantes dibujos.

## Galería de obras

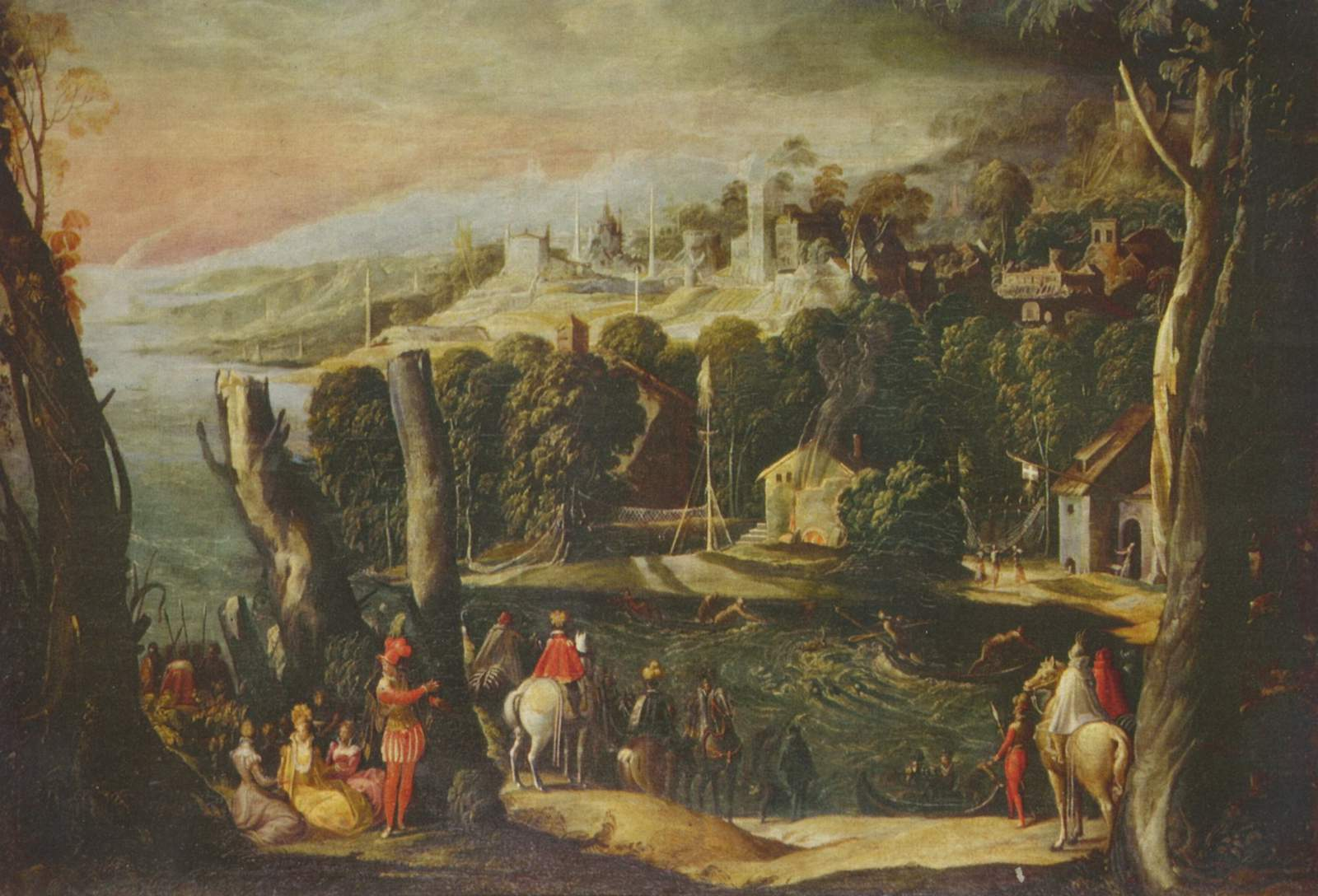
Paisaje con damas y jinetes, Óleo sobre lienzo, 116 x 119 cm, Galería Borghese (Roma).
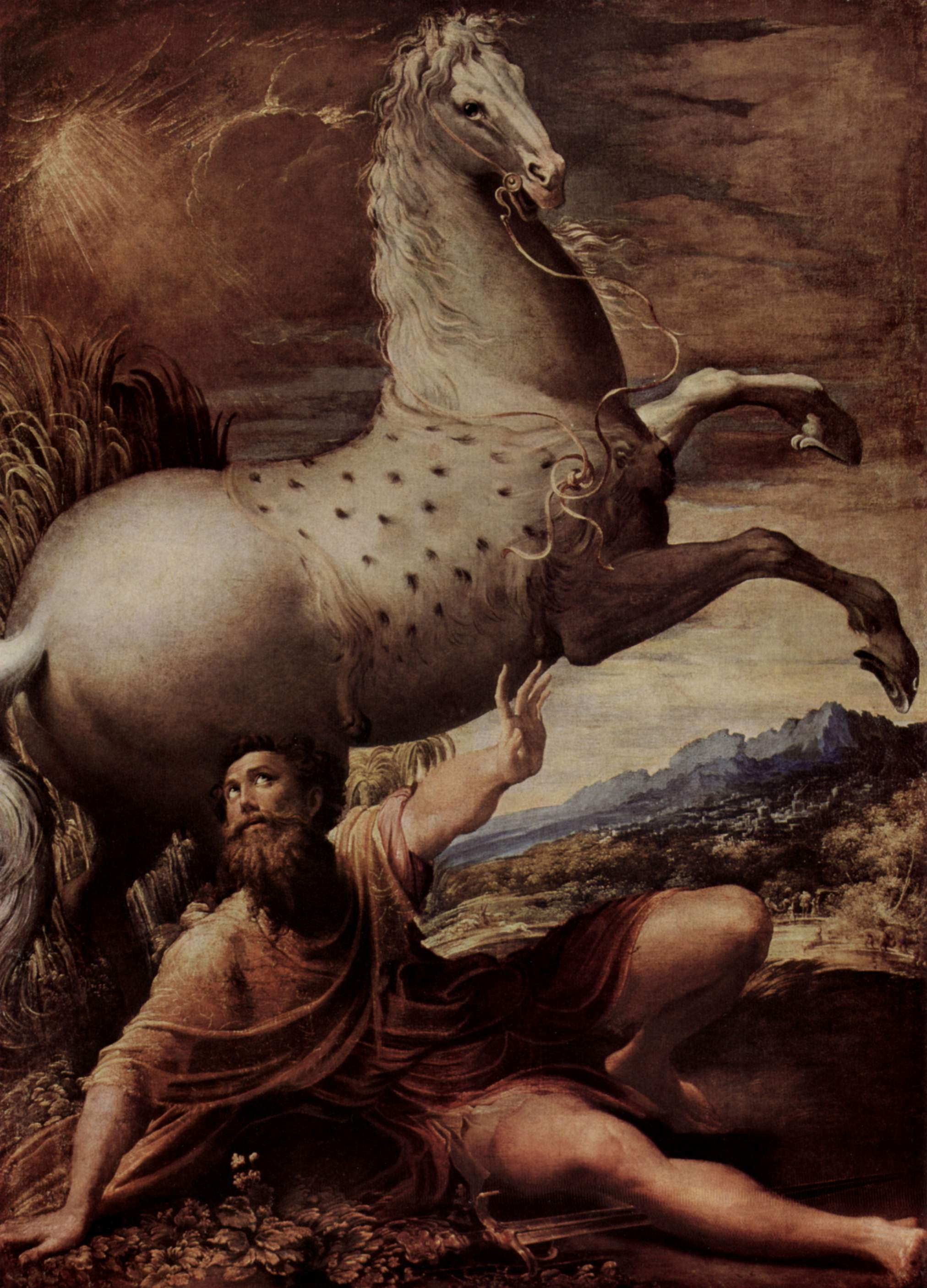
La conversión de San Pablo, Óleo sobre lienzo, 117,5 x 128 cm, Kunsthistorisches Museum (Viena). Actualmente atribuido a Parmigianino
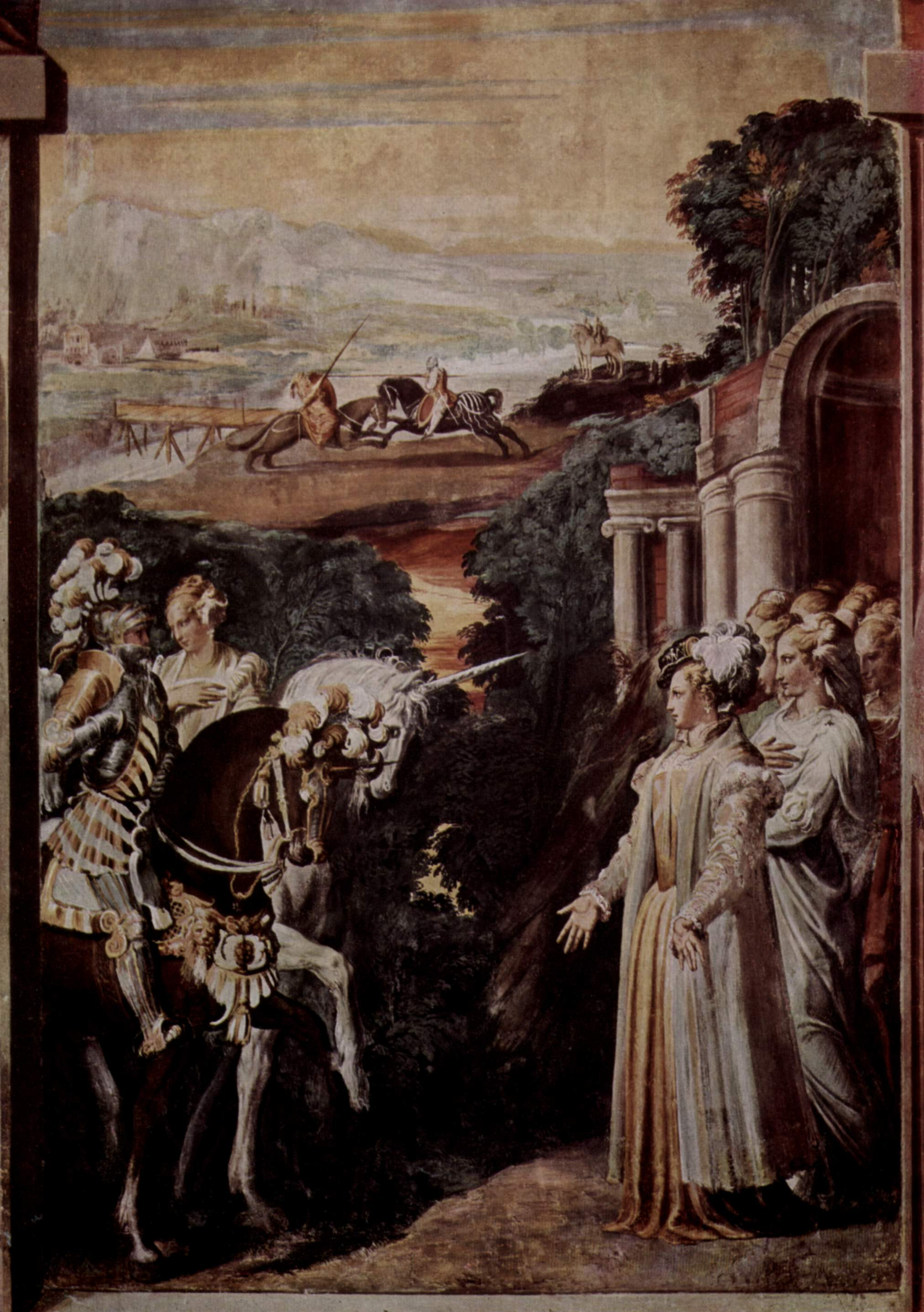
Alcina recibe a Ruggero, Fresco sobre lienzo, 401 x 282 cm, Pinacoteca Nacional (Bolonia).
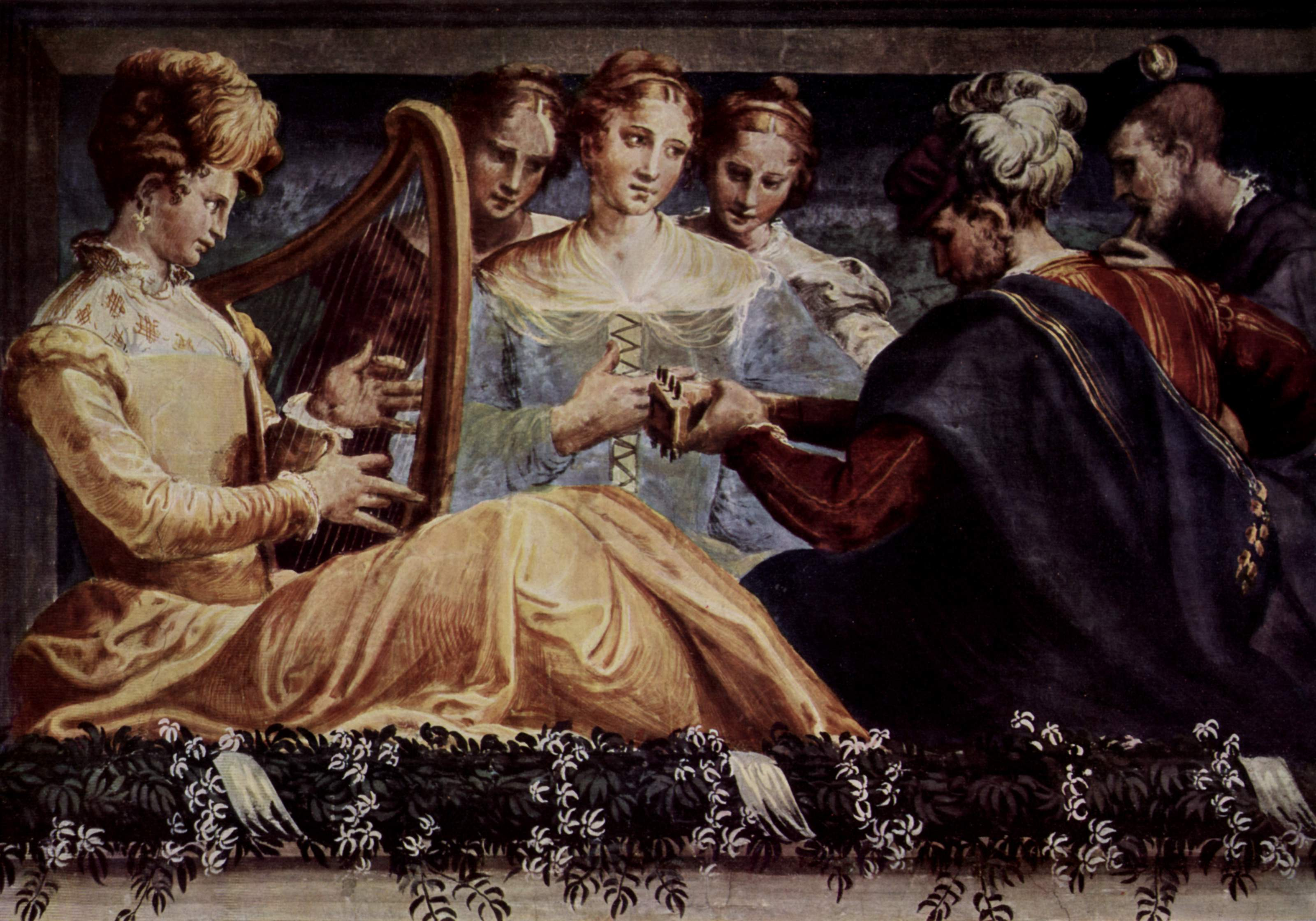
Concierto, Fresco sobre lienzo, Pinacoteca Nacional (Bolonia).

## Últimos descubrimientos
En enero de 2003, dentro de los estudios preliminares a la reestructuración de la Rocca di Scandiano, emergieron pinturas ocultas de Nicolò dell'Abbate, situada en la Sala del paraíso. Están actualmente en curso de restauración en la sala dell'Opificio delle Pietre Dure de Florencia, estimándose que deberían concluirse a lo largo de 2007.